# غردينية تايلندية
غردينية تايلندية (الاسم العلمي:Gardenia thailandica) هي نوع من النباتات تتبع جنس الغردينية من الفصيلة الفوية.